# Siehdichum
Siehdichum är en kommun i Landkreis Oder-Spree i förbundslandet Brandenburg i Tyskland. 
Kommunen ingår i kommunalförbundet Amt Schlaubetal tillsammans med kommunerna Grunow-Dammendorf, Mixdorf, Müllrose, Ragow-Merz och Schlaubetal.
Kommunen bildades 26 oktober 2003 genom en sammanslagning av de tidigare kommunerna Pohlitz, Rießen och Schernsdorf.